# Hypotaenidia immaculata

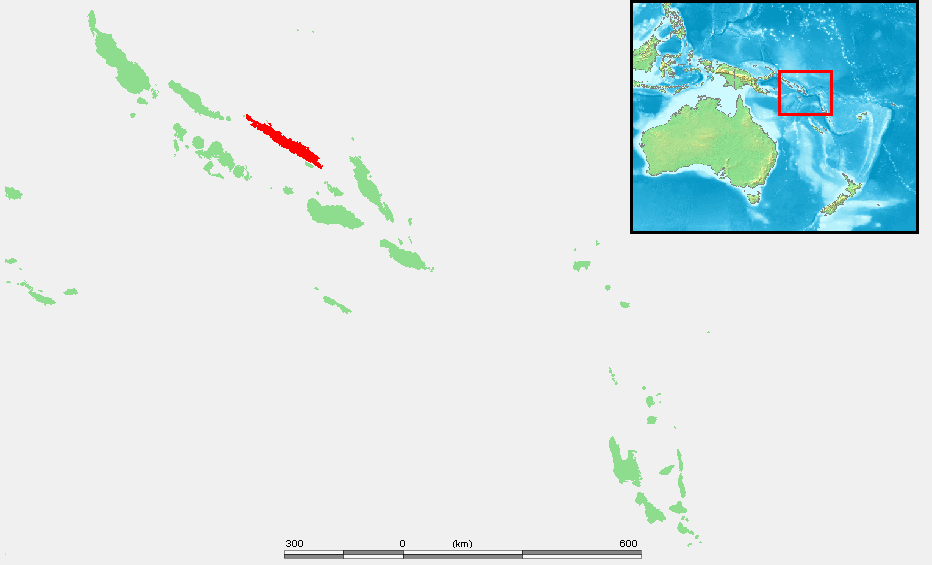
Fågeln förekommer endast på ön Santa Isabel i Salomonöarna.

Hypotaenidia immaculata, "santaisabelrall", är en fågelart i familjen rallar inom ordningen tran- och rallfåglar. Den betraktas oftast som underart till salomonrall, men urskiljs sedan 2014 som egen art av Birdlife International, IUCN och Handbook of Birds of the World.
Fågeln förekommer enbart på ön Santa Isabel i centrala delen av ögruppen Salomonöarna. Den kategoriseras av IUCN som livskraftig.